# 20alfa-idrossisteroide deidrogenasi
La 20alfa-idrossisteroide deidrogenasi è un enzima appartenente alla classe delle ossidoreduttasi, che catalizza la seguente reazione:
17α,20α-diidrossipregn-4-en-3-one + NAD(P)+ ⇄ 17α-idrossiprogesterone + NAD(P)H + H+